# Jean Ier de Nassau-Beilstein
Pour les articles homonymes, voir Jean Ier.
Jean Ier de Nassau-Beilstein (en allemand Johann Ier Von Nassau-Beilstein) est comte de Nassau-Beilstein de 1412 à 1473.

## Famille
Fils de Henri II de Nassau-Beilstein et de Catherine von Randerode.
En 1415, Jean Ier de Nassau-Beilstein épousa Mechtilde zu Isemburg (†1436), (fille du comte Eberhard zu Isemburg)
Quatre enfants sont nés de cette union :
- Marguerite de Nassau-Beilstein (†1498), en 1442 elle épousa Jean von Schöneck (†1462), veuve, elle épousa en 1462 le comte Maurice de Pyrmont (†1494)
- Philippe de Nassau-Beilstein, seigneur de Genzau, il fut tué en 1446
- Henri IV de Nassau-Beilstein, comte de Nassau-Beilstein
- Élisabeth de Nassau-Beilstein (†1459), elle épousa Othon von Bronchorst (†1458)

Jean Ier de Nassau-Beilstein appartint à la troisième branche issue de la seconde branche de la Maison de Nassau. La lignée de Nassau-Beilstein appartint à la tige Ottonienne qui donna des stathouders à la Hollande, à la Flandre, aux Provinces-Unies, un roi à l'Angleterre et l'Écosse en la personne de Guillaume III d'Orange-Nassau, des rois aux Pays-Bas.
La lignée de Nassau-Beilstein s'éteignit en 1561 avec Jean III de Nassau-Beilstein.